# Irrgarten

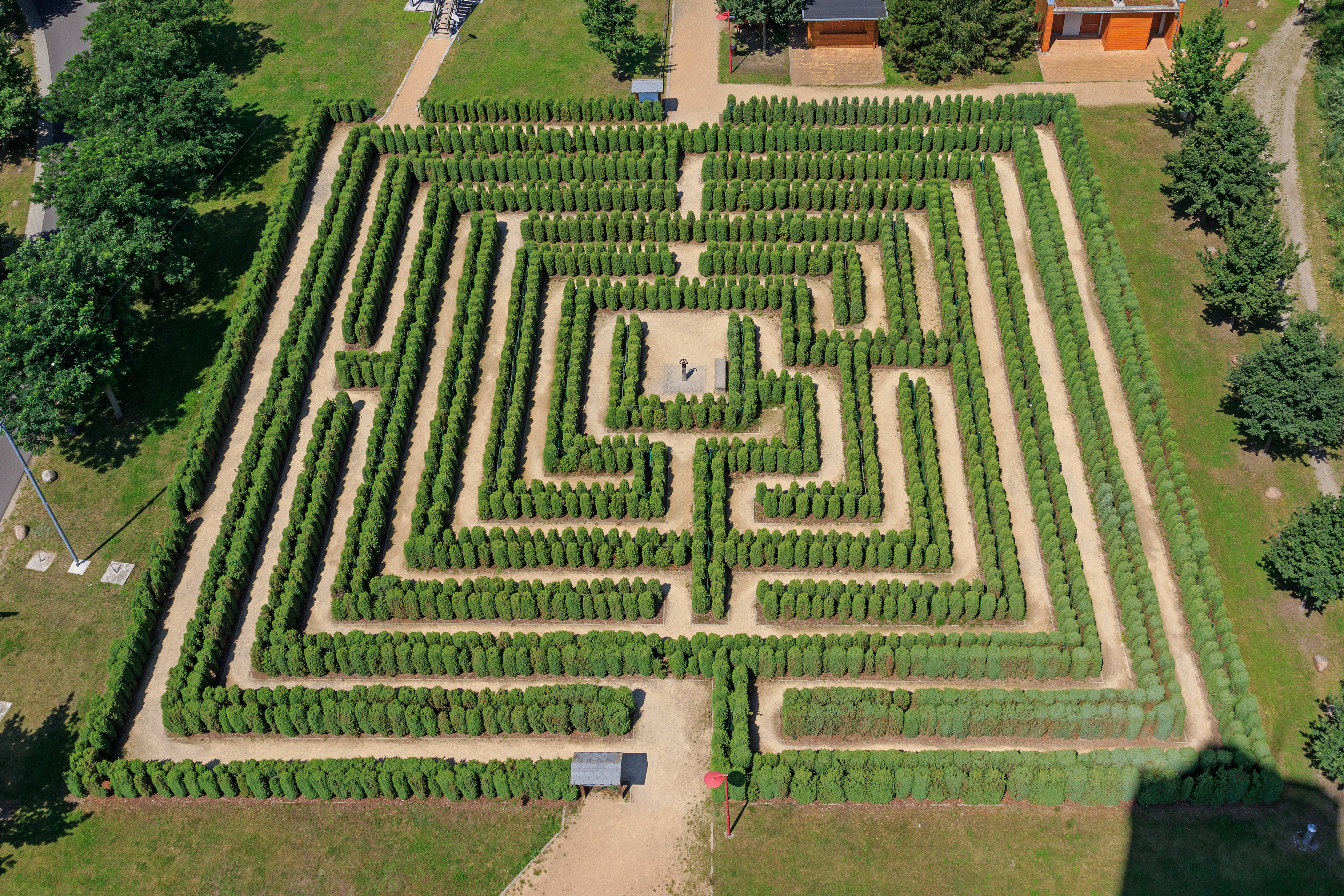
Irrgarten im Erlebnispark Teichland

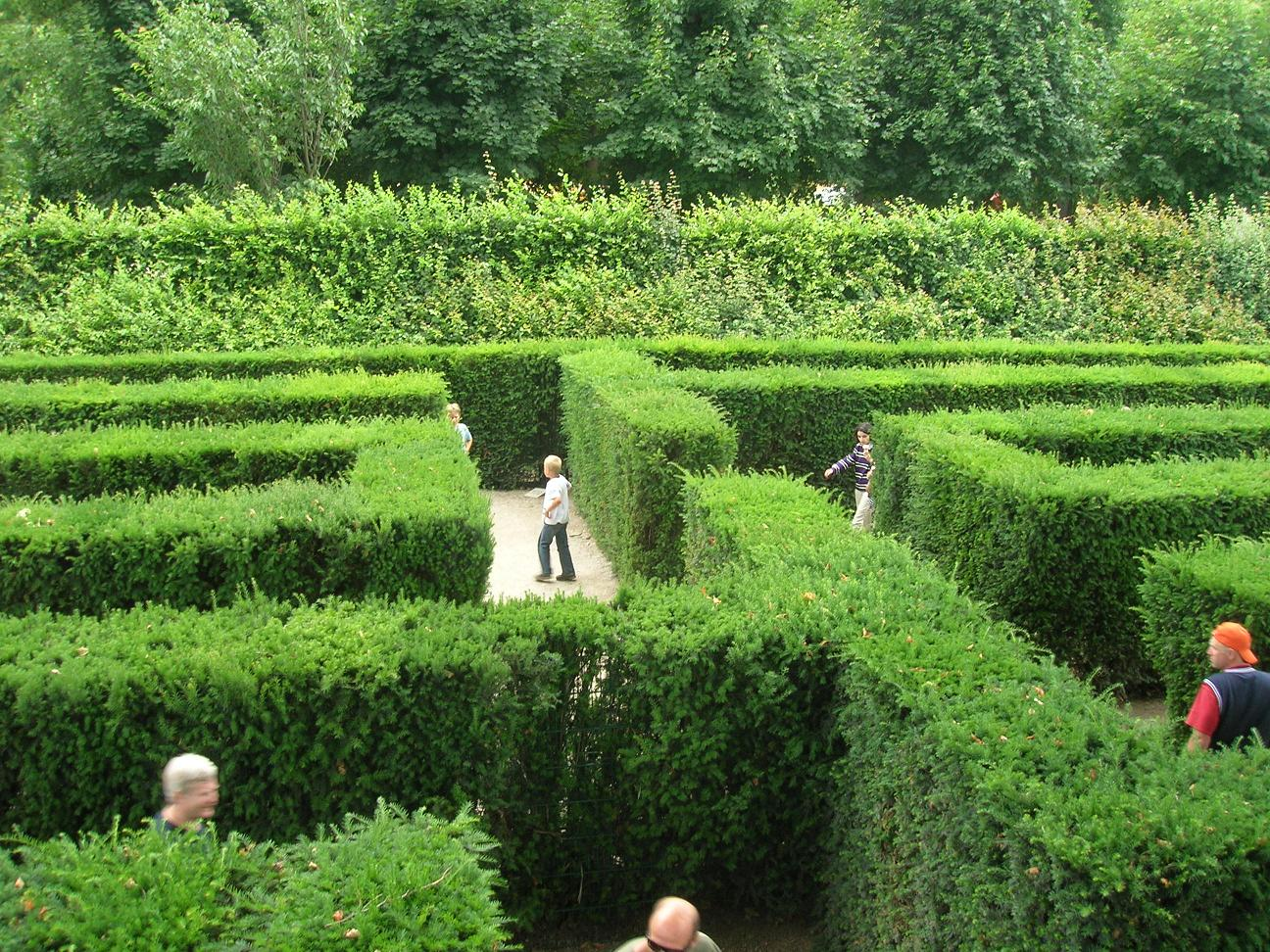
Irrgarten im Park von Schloss Schönbrunn, Wien

Ein Irrgarten ist ein Gestaltungselement der Gartenkunst. Seine Unübersichtlichkeit täuscht den Orientierungssinn des Besuchers zu dessen Vergnügen, seine verzweigten Wege verleiten absichtlich zum Verirren. Idealerweise besteht die Anlage aus einem engmaschigen System überkopfhoher und blickdichter Hecken und besitzt einen Zielplatz. Der Irrgarten entstammt dem italienischen Manierismus.

## Merkmale
Bei einem Irrgarten handelt es sich immer um eine künstliche Anlage. Im Unterschied zu einem Labyrinth, in dem nur ein Weg ohne Verzweigungen vom Eingang bis zur Mitte führt, erlaubt ein Irrgarten durch sein Netz von Wegen mit Abzweigungen, Kreuzungen, Sackgassen und Wegeschleifen ein echtes „In-die-Irre-Gehen“. Dessen ungeachtet wird ein Irrgarten manchmal auch als Heckenlabyrinth oder Gartenlabyrinth bezeichnet.
Die meisten Irrgärten haben einen Zielplatz, der eine Aussichtsmöglichkeit bieten kann oder von einem Baum, einer Statue oder einem Brunnen geschmückt wird. Dieses Ziel gilt es zu finden; der Rückweg zum Ausgang kann ebenso schwierig sein.
Als Sonderform sind Spiegellabyrinthe zu nennen, diese zeigen lediglich virtuelle Gänge. Auch bei den für den Zeitraum eines Sommers angelegten Maislabyrinthen handelt es sich um Irrgärten. In den Niederlanden gibt es Irrgärten mit niedrigen Hecken für kleine Kinder.

## Typisierung

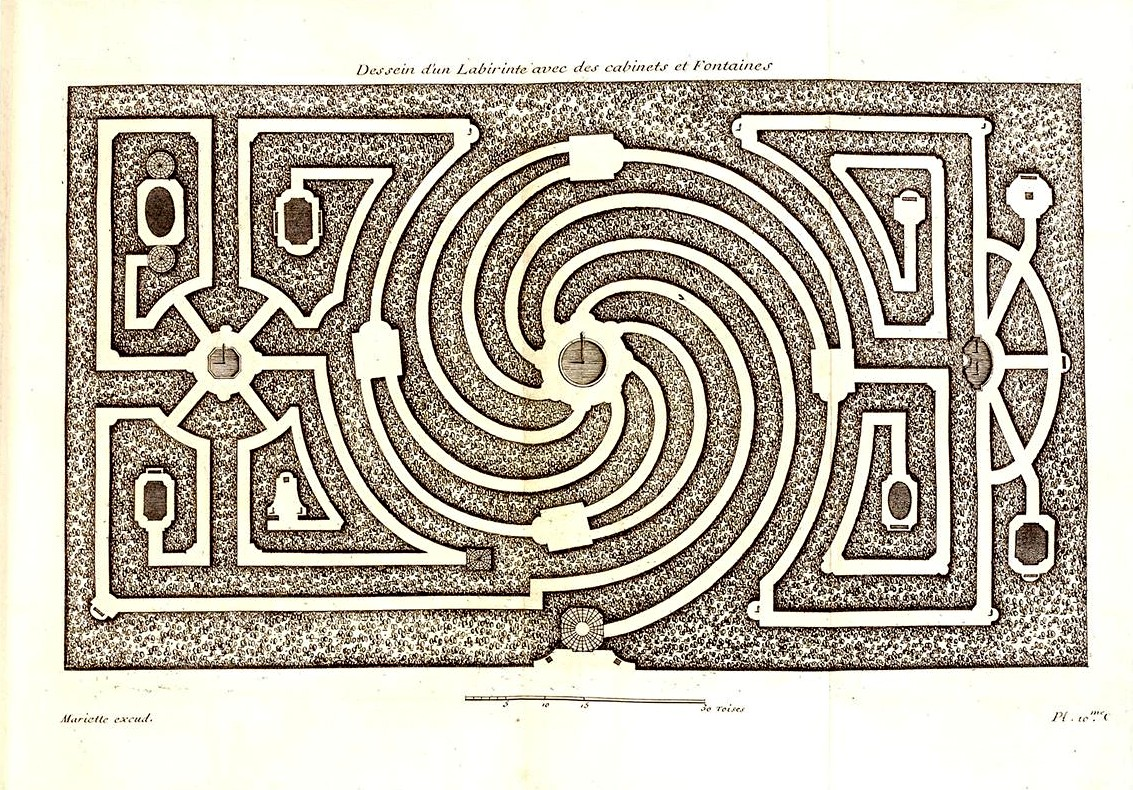
Entwurfsplan eines Wirbellabyrinths von Dezallier d’Argenville (1709)

Der Irrgarten kann nach Dieter Hennebo zu den archetypischen Gestaltungselementen der Gartenkunst gezählt werden. Meist handelt es sich um ein Konzept des Gartens im Garten: Der Irrgarten ist Teil eines größeren Gartens.
Am einfachsten lassen sich die Hecken-Irrgärten nach ihrer Form in drei Gruppen unterscheiden:
1. Geometrische oder formale Irrgärten
2. Irrgärten mit unregelmäßigem Wegenetz
3. symbolische Irrgärten mit Superzeichen-Charakter.

Am verbreitetsten und bekanntesten sind die formalen Anlagen. Meist sind sie aus geschnittenen Hecken geformt, haben quadratische, rechteckige oder runde Gestalt und weisen ein Netz aus linearen oder (teil)kreisförmigen Wegen auf; Hecken und Wege haben immer konstante Breite. Die unregelmäßigen Formen sind durch in Schwüngen und beliebigen Kurven geführte Wege gekennzeichnet, auch kann die Wegbreite variieren und die Anlage durch kleine Plätze aufgelockert sein. Die symbolischen Irrgärten stellen in ihrer Ganzheit übergroße, stilisierte Bilder dar; sie treten erst in der zweiten Hälfte des 20. Jahrhunderts auf, in einer Zeit, in der die Sicht aus der Höhe durch Flugzeuge alltäglich geworden ist.
Eine Sonderform des formalen Irrgartens ist das Wirbellabyrinth, eine Erfindung von Antoine-Joseph Dezallier d’Argenville. Es ist durch die umgekehrte Aufgabenstellung gekennzeichnet: Der Weg vom Eingang führt rasch zu einem zentralen Platz, von dem wirbelartig sechs bis acht Arme in Schwüngen wegführen, die den Besucher in die Irre leiten.
Unter den symbolischen Anlagen existiert eine Gruppe von Irrgärten, die einem literarischen oder historischen Thema gewidmet sind. Diese Schöpfungen sind aus diskreten Heckengrundrissen zusammengefügt, die erkennbare Einzelfiguren bilden, die inhaltlich aufeinander bezogen sind. Diese Anlagen haben meist eine regelmäßige Außenform, etwa ein Rechteck oder ein Achteck.

## Geschichte
Der Hecken-Irrgarten ist eine europäische Schöpfung, dessen Entwicklung eigenständig und von den vielfältigen Formen ornamentaler Labyrinthdarstellung unabhängig stattfand. Die Entwicklung des Hecken-Irrgartens lässt sich in vier Phasen gliedern:

### Die Spätrenaissance

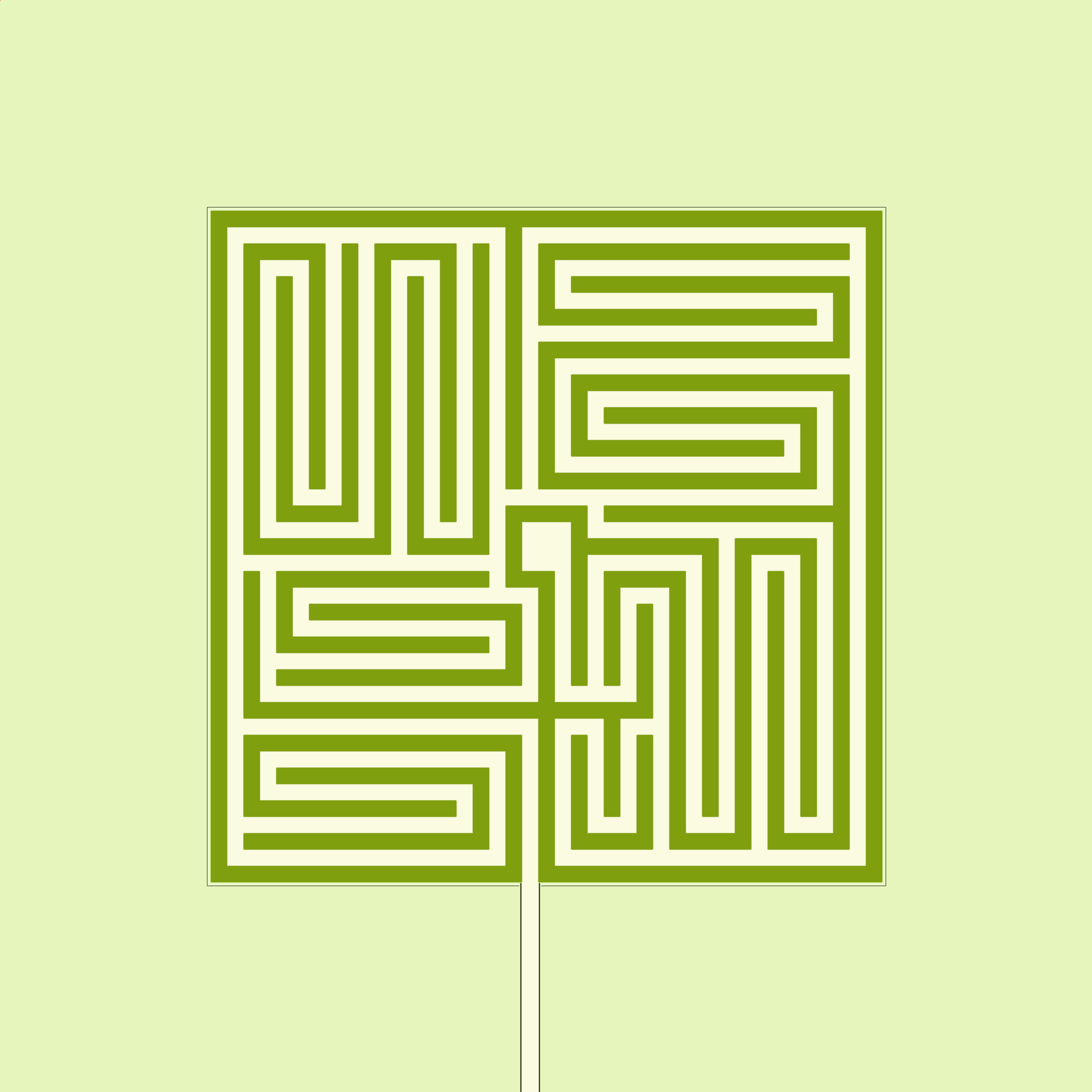
Plan eines der beiden zerstörten Irrgärten von Johann Peschel in Grüningen (1576)

In den Gärten der Renaissance existierten, lediglich durch Abbildungen überliefert, florale Labyrinthe. Sie befanden sich meist in der Nähe der Terrasse einer Villa, so dass die Muster aus Blumen oder niedrigen Hecken vom Betrachter gut überblickt werden konnten. Der labyrinthische Weg wurde mit den Augen verfolgt, die Begehbarkeit der Pflanzung war nicht vorgesehen. Verzweigungen im Netz der meist schmalen Wege kamen nicht oder nur vereinzelt vor. Erst mit der späten Renaissance in Italien, dem Manierismus, trat ein grundlegender Wandel ein; aus der rein visuellen wurde eine kinästhetische Funktion. Nicht mehr die bloße Augenbewegung, sondern die Begehbarkeit und damit die Bewegung des eigenen Körpers zwischen hohen Hecken, die nicht mehr überstiegen werden konnten, wurde zum Erlebnis. In der Abkehr vom Labyrinth des Spätmittelalters ohne Wegeverzweigungen und der Zuwendung zu Anlagen mit Abzweigungen und Sackgassen spiegelte sich auch ein geistiger Wandel, der die selbstverantwortliche Entscheidung des einzelnen Menschen, der sich nicht mehr bedingungslos durch göttliche Fügung geleitet sah, wiedergab.
Ein früher Plan eines „echten“ Irrgartens ist für den Palazzo del Te um 1530 in Mantua belegt. Der Entwurf, der nie verwirklicht wurde, stammt möglicherweise von Giulio Romano, der ihn für Federico II. Gonzaga anfertigte. Die frühen Irrgärten bestanden häufig noch nicht aus Hecken in Formschnitt, sondern aus Spalierhecken. Dabei wurden Holzspaliere mit kletternden Pflanzen versehen. In Thüringen war es der Pfarrer Johann Peschel, der für verschiedene Auftraggeber Irrgärten anlegte, den ersten vermutlich 1576 in Grüningen für Caspar von Kutzleben. Keine dieser Anlagen ist erhalten. Die Idee des Irrgartens mit hohen (auch überkopfhohen) Hecken verbreitete sich schnell über weite Teile Europas.

### Der Barock
In den großen prachtvollen Gartenanlagen des Barock stand der Wunsch nach Repräsentation und Amusement der höfischen Gesellschaft im Vordergrund. Der Irrgarten mit überkopfhohen, massiven Heckenwänden war eines der beliebten Gestaltungselemente des Fürstengartens – und verschwiegener Treffpunkt. Zu Beginn des 17. Jahrhunderts gelangte der Irrgarten-Gedanke auch nach England, wo sich, wahrscheinlich von Henry Wise geschaffen, der heute noch existierende, immer wieder nachgepflanzte, berühmte Irrgarten von Hampton Court befindet. Auch im übrigen Europa entstanden in den Gärten von Fürsten und Adeligen zahlreiche Irrgärten; die meisten sind nicht mehr vorhanden.
Eine weitere Form des Irrgartens war der Boskett-Irrgarten. Es handelte sich dabei um ein Boskett, in dem die nicht begehbaren Bereiche zwischen den durch Hecken begrenzten Wegen Freiflächen oder mit Büschen oder Bäumen bepflanzte Partien bildeten. Diese Anlagen, häufig Wirbellabyrinthe, beanspruchten eine erheblich größere Fläche (ein bis zwei Hektar) und zeichneten sich durch breitere Wege aus, die manchmal auch freie Plätze mit Lauben einschlossen. Sie waren typisch für große Gärten des Rokoko.

### Die Aufklärung

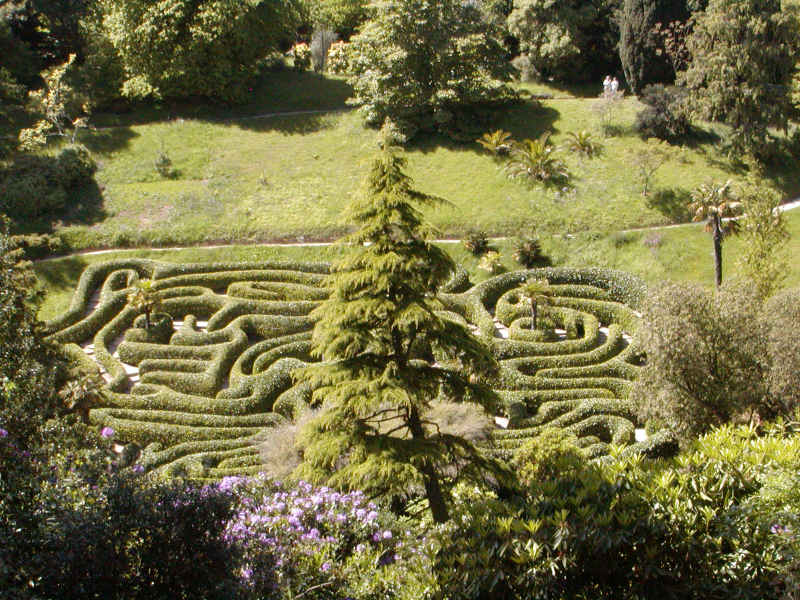
Glendurgan bei Falmouth, Cornwall

Mit den aufkommenden Landschaftsgärten im englischen Stil im 18. Jahrhundert wurden, zuerst in England, später in anderen Regionen Europas, die überwiegende Zahl der Barockgärten zerstört oder überformt. Mit diesem Wandel gingen fast alle alten Irrgärten verloren. Da vielerorts auf labyrinthische Schlängelwege, die einem Garten einen geheimnisvollen Charakter geben, nicht verzichtet werden sollte, entstanden Bereiche mit irrgarten-ähnlichen Funktionen, mit frei wachsenden Hecken und Bäumen, auch mit künstlichen Felsen oder Wegen, die in unterirdische Grotten führten. Sie sollten den Eindruck erwecken, als habe die Natur selbst diese Irrgänge zufällig geschaffen (La Bagatelle, Wörlitz). Die Künstlichkeit derartiger Pflanzungen war meistens nicht zu überdecken, so dass sie vielerorts verwilderten oder entfernt wurden.
Im 19. Jahrhundert kam, in Reaktion auf den mittlerweile überall anzutreffenden Landschaftsgartenstil, der Wunsch nach Irrgärten in, wie Stephen Switzer es bezeichnete, ancient manner („nach alt-hergebrachter Art“) auf. So entstanden, zuerst in England, zahlreiche neue Irrgärten des formalen Stils mit geschnittenen Hecken und geometrischen Wegesystemen. Es war unter anderem der englische Landschaftsarchitekt William Andrews Nesfield, der eine Reihe kunstvoller Anlagen schuf (Somerleyton Hall, Royal Horticultural Society in Kensington). Diese Entwicklung fand ihre Fortsetzung auch auf dem Kontinent (Schönbusch bei Aschaffenburg).

### Die Postmoderne

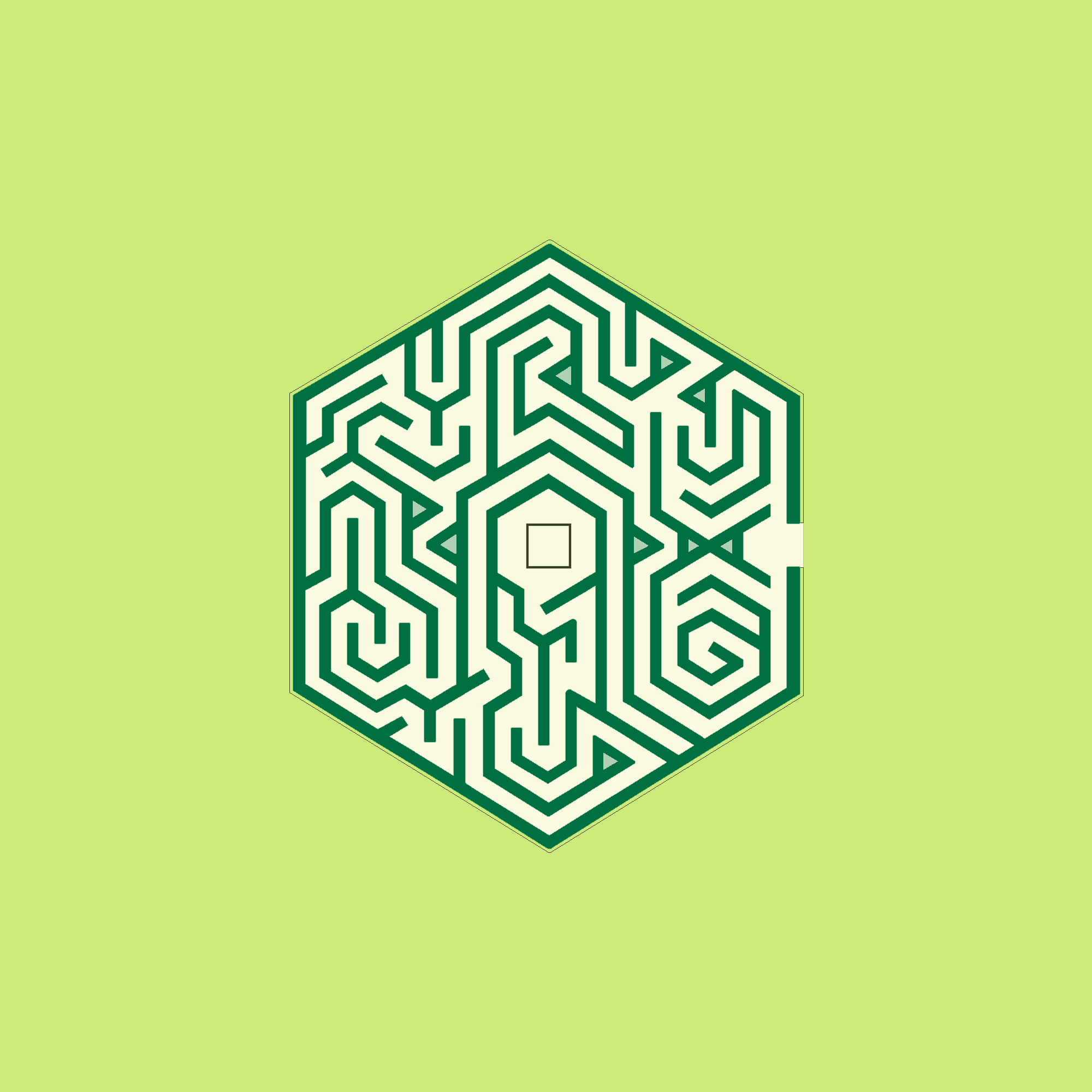
Frederiksoord, De Koloniehof (1992), Kopie des Irrgartens von Arley Hall

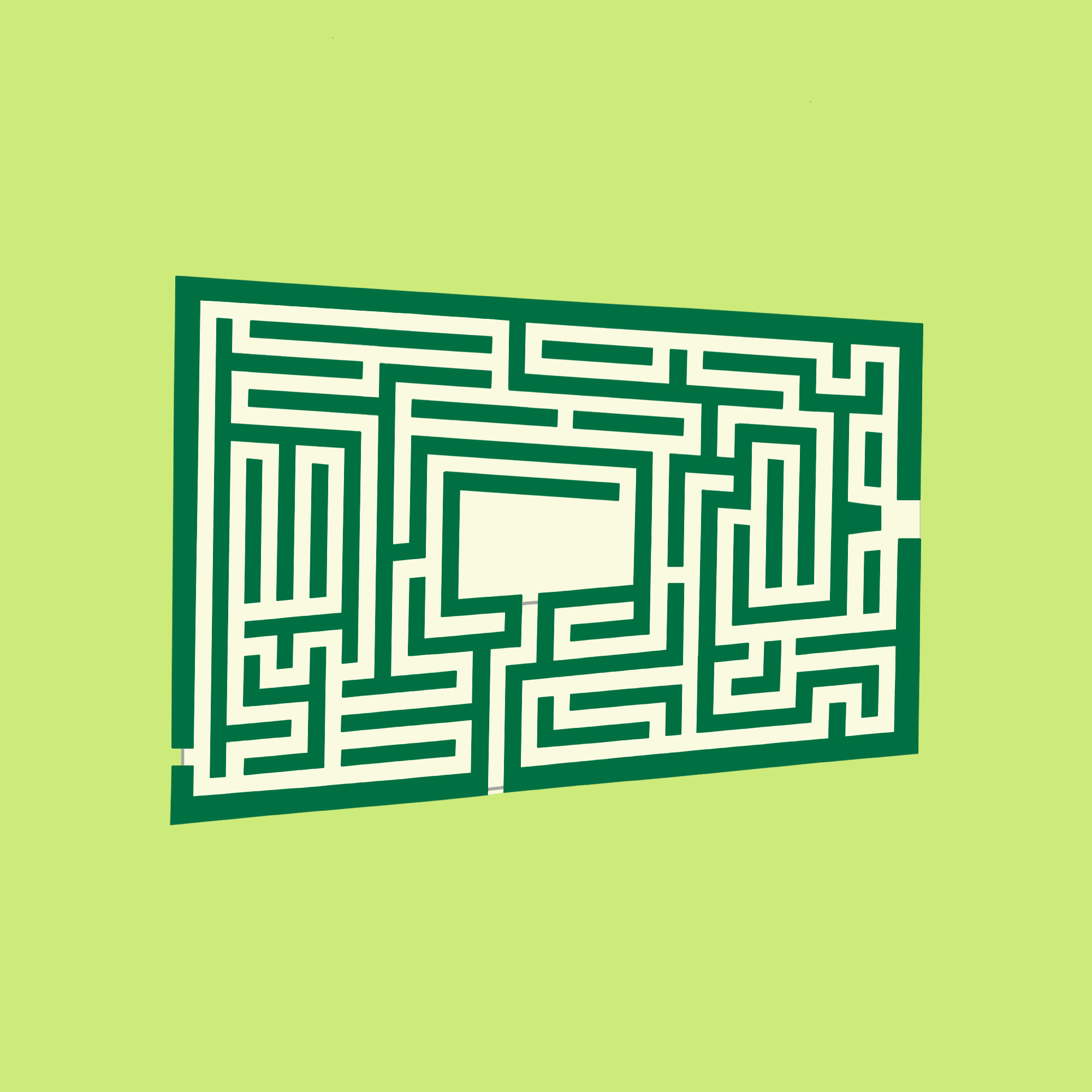
Irrgarten in Hemer (2010) aus Hainbuche

Mit den beiden Weltkriegen erlosch das Interesse an Irrgärten weitgehend. In den 1950er Jahren galten sie als Relikte früherer Zeiten. Der hohe Investitionsbedarf für Neupflanzungen, die Unterhaltskosten und die Mühe des sorgfältigen Heckenschnitts trugen zu dieser Einschätzung bei.
Die Wiederbelebung der Idee des Irrgartens als Gestaltungselement der Gartenkunst begann in der zweiten Hälfte des 20. Jahrhunderts und kann der Postmoderne zugeordnet werden. Nach der spektakulären Auftragsarbeit des britischen Künstlers Michael Ayrton (1921–1975), der 1969 eine in Rasen eingesenkte, mit skulpturalem Schmuck versehene Irrgarten-Anlage aus hohen Ziegelmauern für einen amerikanischen Multimillionär anlegte, entstanden auch in Europa wieder klassische Hecken-Irrgärten und ebenso ganz neue Formen in symbolischer Art, als erstes der Umriss eines überdimensionalen menschlichen Fußes in Lechlade (Großbritannien) von Randoll Coate. Vom Flugzeug aus als land art wahrzunehmen, wurden bis heute weitere Großformen angelegt, meist mit kommerziellen Interessen. Der britische Irrgarten-Designer Adrian Fisher hat eine große Zahl von Anlagen in aller Welt geschaffen und damit eine Entwicklung eingeleitet, die sich mancherorts in Kitsch und Beliebigkeit ausdrückt.
Nach dem Zweiten Weltkrieg wurden Irrgärten mit Schmuckfunktion nur noch vereinzelt angelegt (Chatsworth House, 1962). Ende des 20. Jahrhunderts trat mit Wiederherstellungsarbeiten beschädigter oder zerstörter Anlagen eine Änderung ein. So erfolgte zum Beispiel die Rekonstruktion des großen Lorbeerlabyrinths im Garten von Alameda de Osuna (Madrid) durch Carmen Añon. In Deutschland wurden der Irrgarten Altjeßnitz und der umliegende Gutsgarten sorgfältig restauriert (2004–2008), der Irrgarten im Park Schönbusch bei Aschaffenburg erneuert (2006). Neuschöpfungen von Landschaftsarchitekten finden sich in Berlin-Marzahn mit der Neuinterpretation des Hampton-Court-Musters durch Thomas Michael Bauermeister (2007) und in Hemer mit der Schaffung einer Anlage durch Christof Geskes und Kristina Hack, die sich vom alten Hainbuchen-Irrgarten im dänischen Egeskov inspirieren ließen (2010).

## Irrgärten in Übersee

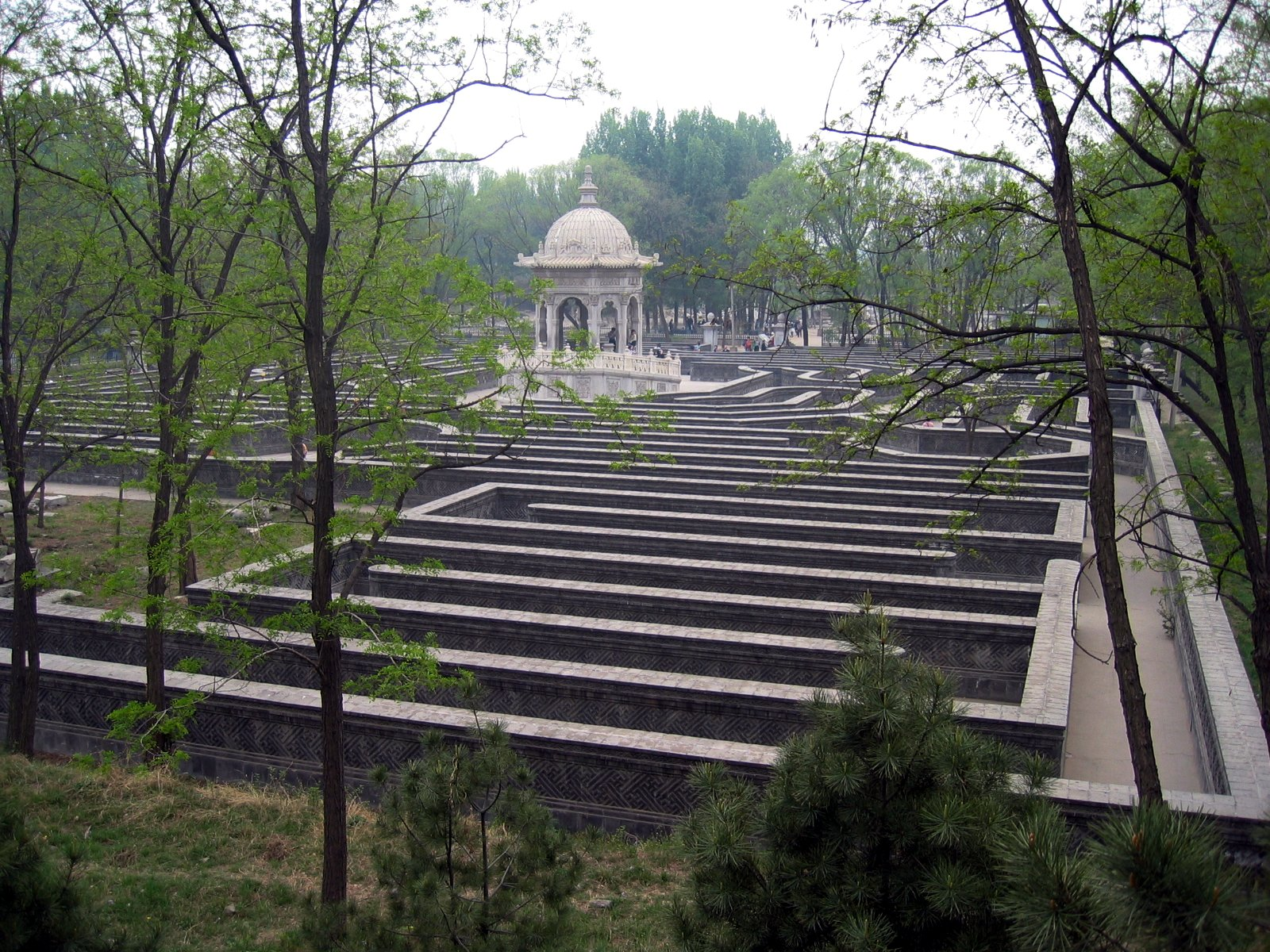
Wàn Huā Zhèn oder Huáng Huā Zhèn (Hua Yuan)

Im 19. und beginnenden 20. Jahrhundert entstanden Irrgärten sowohl in den Vereinigten Staaten als auch in den meist englischen Kolonien. Der „Export“ dieser gartenkünstlerischen Idee hatte durch eine Gruppe Jesuiten um Giuseppe Castiglione begonnen, die ab 1747 für Kaiser Qianlong nördlich von Peking einen Garten in einem chinesisch-europäischen Mischstil, den Xiyang Lou („Garten westlicher Art“), anlegten, zu dem ein Irrgarten zählte, der die Fläche eines halben Hektars bedeckte und dessen Barrieren aus Ziegelstein aufgeführt waren. Er enthielt einzelne Baumgruppen, einen Pavillon und einen zentralen Aussichtspunkt.
Viele der überseeischen Anlagen ahmten den Grundriss des bekannten Hampton Court Maze nach (Melbourne um 1890, Cedar Hill 1896, Pembroke auf den Bermuda-Inseln Anfang des 19. Jahrhunderts). Diese Hecken-Irrgärten waren den europäischen Vorbildern in Größe und Gestaltung vergleichbar. Eine Neuerung bestand darin, die Aussichtsplattformen mit Dächern zum Schutz gegen Regen und tropische Sonne zu versehen. Von wenigen Ausnahmen abgesehen wurden die kolonialen Irrgärten in der ersten Hälfte des 20. Jahrhunderts zerstört oder sie verwahrlosten.
Erst Ende des 20. Jahrhunderts entstanden im Zuge der postmodernen Neubelebung der labyrinthischen Idee in vielen Ländern der Welt moderne Hecken-Irrgärten für wohlhabende private Auftraggeber, als Elemente in botanischen Gärten oder als Einzelobjekte für ein allgemeines Publikum.

## Historische Irrgärten
Zerstörte Anlagen

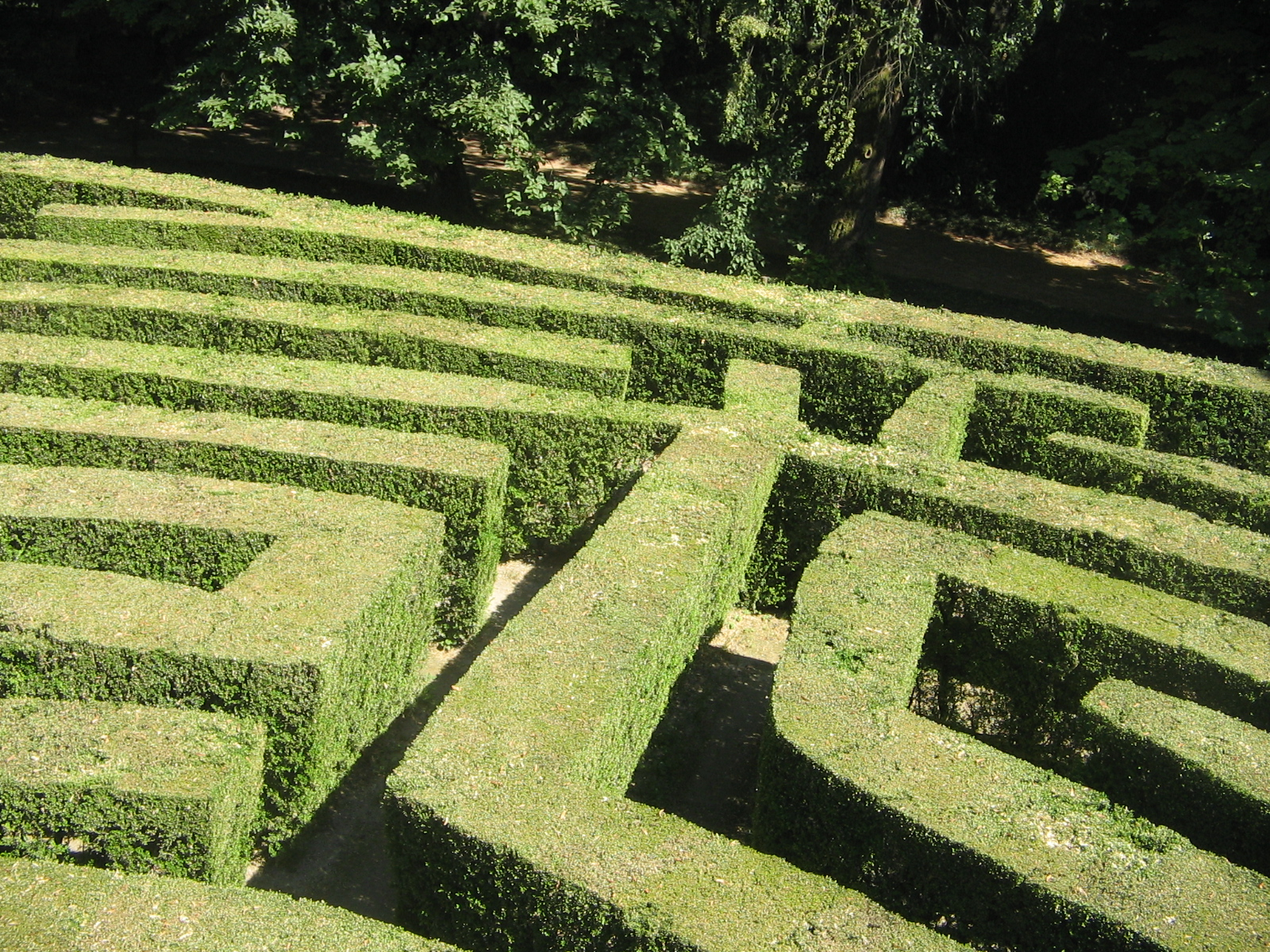
Irrgarten im Park der Villa Pisani, Blick vom Aussichtstürmchen nach Südosten

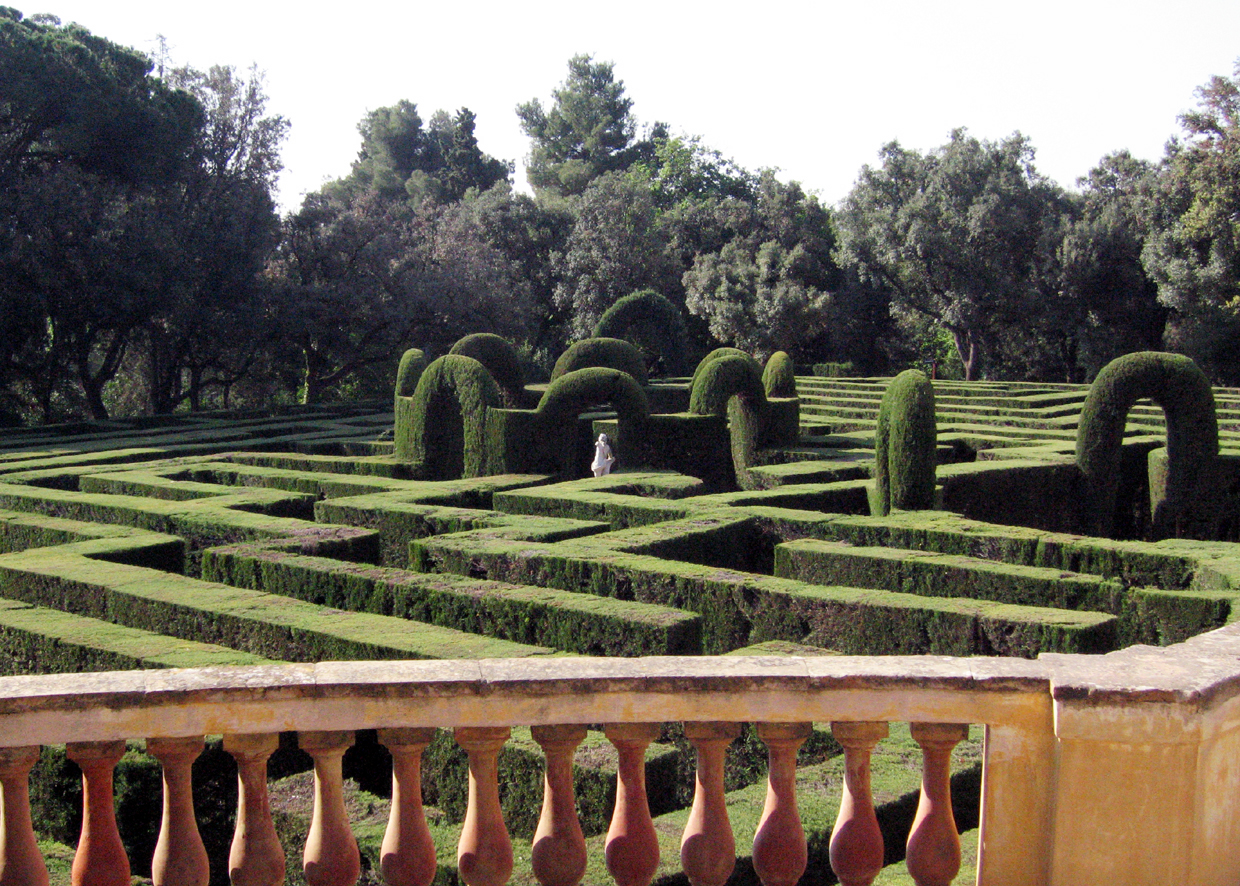
Barcelona, Laberint d'Horta, Blick vom nordöstlichen Rundtempel auf den von acht Heckenbögen umstandenen Zielplatz

Plan des Irrgartens der Laberint d'Horta

- Labyrinthe de Versailles (Versailles), ein Gartenlabyrinth ohne Zielplatz, mit 39 Springbrunnen und Skulpturen (begonnen 1664, entfernt 1774)
- Zorgvliet (Den Haag): runde Anlage in einem Quadrat, zehn Umgänge, davon die vier innersten auf einem Hügel (1690)
- Villa Altieri (Rom): runde Anlage, elf Umgänge, Wegemuster vom christlichen Labyrinth abgeleitet (1670 bis 1860)
- Irrhain (Kraftshof, bei Nürnberg), ein Wald mit unregelmäßigen Wegen (1676, 1796 vereinfacht, 1878 Irrgänge zerstört)
- Schönbrunn (Wien): große rechteckige, vierteilige Anlage, partienweise verkleinert (um 1740 bis 1892)
- Zámecka zahrada (Krumau an der Moldau): rechteckige Anlage (1752 bis 1843), Aussichtspavillon erhalten
- Belton House (Grantham): runde Anlage (um 1850 bis 1939)
- Royal Horticultural Society’s Gardens (South Kensington): rechteckig-halbrunde Anlage (um 1862 bis 1888)
- Arley Hall (Cheshire): sechseckige Anlage, Vorläufer eines modern-formalen Stils (1870 bis um 1940)
- Hotel Del Monte (Monterey, Kalifornien): Anlage mit linearem Wegesystem, Hecken mit umfangreichem topiarischen Schmuck (um 1889 bis nach 1940)
- Cedar Hill (Waltham, Massachusetts): Wegemuster wie Hampton Court, im Ziel ein Teich in japanischem Stil (1896)
- Bel Air Park (Adelaide): runde Anlage mit fünf Umgängen (1886)

Noch existierende Anlagen (älter als 100 Jahre)
- Irrgarten Altjeßnitz (Sachsen-Anhalt): größter der historischen deutschen Hecken-Irrgärten, ohne Sackgassen (nach 1737, vor 1750)
- Schloss Mosigkau (Sachsen-Anhalt): Irrgarten mit unregelmäßigem Wegenetz (1756/1757, 1860 verändert, restauriert 1990)
- Park Schönbusch (Bayern): runder Irrgarten mit Baum im Ziel (1829, 1948 vergrößerte Neupflanzung)
- Weimar-Belvedere (Thüringen): rechteckige, sehr kleine Anlage im „Russischen Garten“ (1843)
- Hampton Court Palace (London): einer der bekanntesten Irrgärten, Wegemuster vielerorts kopiert (1691)
- Woburn Abbey (Bedfordshire): runde Anlage (um 1830)
- Glendurgan bei Falmouth (Cornwall): kleine Anlage mit unregelmäßigem Wegenetz (1833)
- Hatfield House (Hertfordshire): rechteckige Anlage, zwei Eingänge, nur Sackgassen (1841)
- Somerleyton Hall (Suffolk): halbrunde Anlage, im Ziel ein Hügel (1846)
- Valsanzíbio (Véneto): große quadratische Anlage im Garten der Villa Barbarigo (um 1688)
- Strà (Véneto): trapezförmige Anlage mit einbeschriebenem Kreis im Garten der Villa Pisani (1720/1721, heutige Form seit 1809)
- Palacio Real La Granja de San Ildefonso (Castilla y León): rechteckiges Wirbellabyrinth (1725, restauriert 1985–1993)
- Barcelona (Catalunya): annähernd quadratische Anlage im Mittelpunkt des Parc del Laberint d’Horta (1794)
- El Capricho de la Alameda de Osuna (Madrid): parallelogrammförmige Anlage (1840, zerstört 1936–1939, wiederhergestellt ab 1986)
- Wàn Huā Zhèn (Peking): Anlage mit Steinmauern (1756–1759, zerstört 1860, wiederhergestellt nach 1990)

## Der Irrgarten als volkstümliches Vergnügen
Unabhängig von großen und kunstvollen Gartenanlagen der Fürsten und den privaten Bürgergärten wohlhabender gesellschaftlicher Eliten existierten schon früh einfache Irrgärten für ein allgemeines Publikum. Eine der ersten Anlagen dieser Art war der Oude Doolhof („Alter Irrgarten“) zwischen der Prinsengracht und Looiersgracht in Amsterdam. Er wurde um 1620 angelegt und bestand bis 1862. Die meisten Irrgärten dieser Art erfuhren häufige Veränderungen oder verschwanden bereits nach wenigen Jahren.
Mit der Entwicklung des modernen Tourismus im 19. Jahrhundert wurde die Idee wieder aufgegriffen. In den wohlhabenden Industrieländern entstanden durchorganisierte Vergnügungsparks, in der zweiten Hälfte des 20. Jahrhunderts große Freizeitparks, die häufig als eine Attraktion einen Irrgarten, gelegentlich auch ein Spiegellabyrinth, aufweisen. Diese Anlagen erfreuen sich in der Gegenwart steigender Beliebtheit.
Die meisten Irrgärten in Vergnügungsparks haben lediglich eine beschränkte Lebensdauer; stellt sich der wirtschaftliche Erfolg nicht binnen einiger Jahre ein, werden sie gerodet, spätestens wenn eine vollständige Erneuerung der Pflanzung erforderlich wird. Der gegenwärtige Trend ist von der Konkurrenz um immer größere Anlagen gekennzeichnet.

## Planung und Bau

### Wegesystem

Wegesystem des Irrgartens von Hampton Court

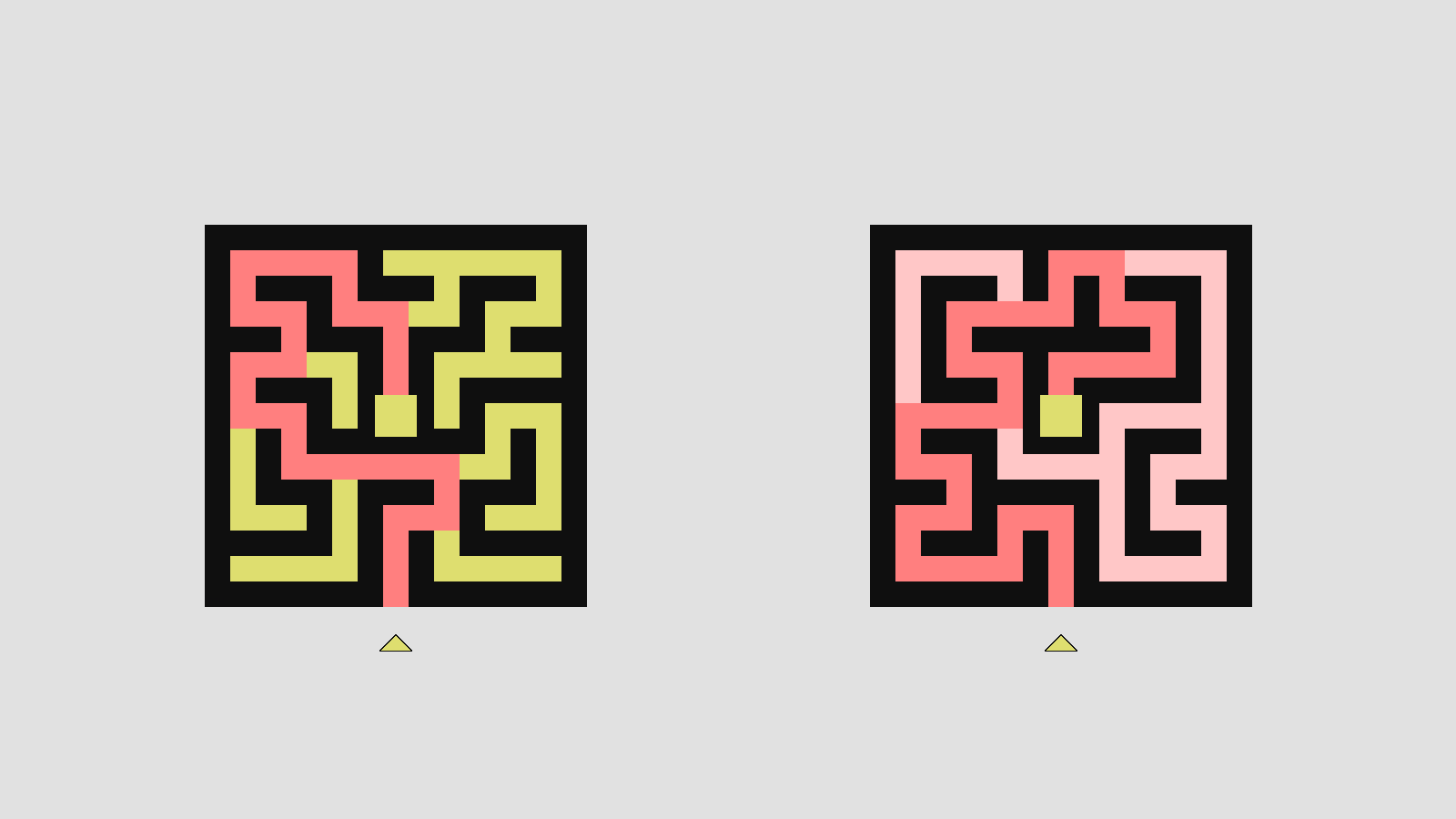
Schema zweier Wegetypen: nur Sackgassen (links) oder Wegenetz

Das System der Wege in einem Irrgarten kann aus einem Zielweg mit vielen abzweigenden Sackgassen, die ihrerseits weiter verzweigt sein können, oder aus einem Netz, das eine Vielzahl von Zielwegen ermöglicht, bestehen. Die meisten Anlagen weisen eine Kombination der beiden Prinzipien auf. Es können einfache Abzweigungen oder Kreuzungen eingeplant werden, je höher die Zahl, umso schwieriger scheint die Lösung. In Wirklichkeit spielen aber geschickte Täuschungen eine mindestens ebenso wichtige Rolle.

### Verwendete Pflanzen
Nur wenige Pflanzen sind für die Heckenwände geeignet. Sie müssen sowohl dichte Grünmassen bilden, robust und langlebig sein und regelmäßigen Schnitt (Topiari) vertragen können. Immergrüne Pflanzen haben den Vorteil, einen Irrgarten auch im Winter für Besucher attraktiv zu halten. Ideale Pflanze ist die Eibe (seit dem 18. Jahrhundert), ebenso der Buchsbaum. Sehr häufig wird die Hainbuche verwendet, auch Feldahorn und Liguster sind möglich. In südlichen Ländern ohne Frostgefahr kommen auch Myrte und Lorbeerbaum zum Einsatz. Für einen mittelgroßen Hecken-Irrgarten werden zwischen 1500 und 3000 Pflanzen benötigt, eine große Anlage wie Longleat besteht aus über 15000 Eiben.

### Schmuck und Ausgestaltung
Aussichtsplattformen oder Türmchen im Ziel gibt es erst seit dem Barock. Viele historische Irrgärten weisen skulpturalen Schmuck auf, so ist etwa das Türmchen im Irrgarten der Villa Pisani mit einer Statue der Minerva versehen, ein Symbol der Weisheit.
Im Zentrum des Labyrinths von Horta in Barcelona steht eine Statue des Eros, die mit den Standbildern in den Rundtempeln der Aussichtsterrasse durch Sichtachsen verbunden ist. Auch eine Grotte wurde gelegentlich als zusätzliche Überraschung eingesetzt.

## Analyse und Lösung von Irrwegesystemen

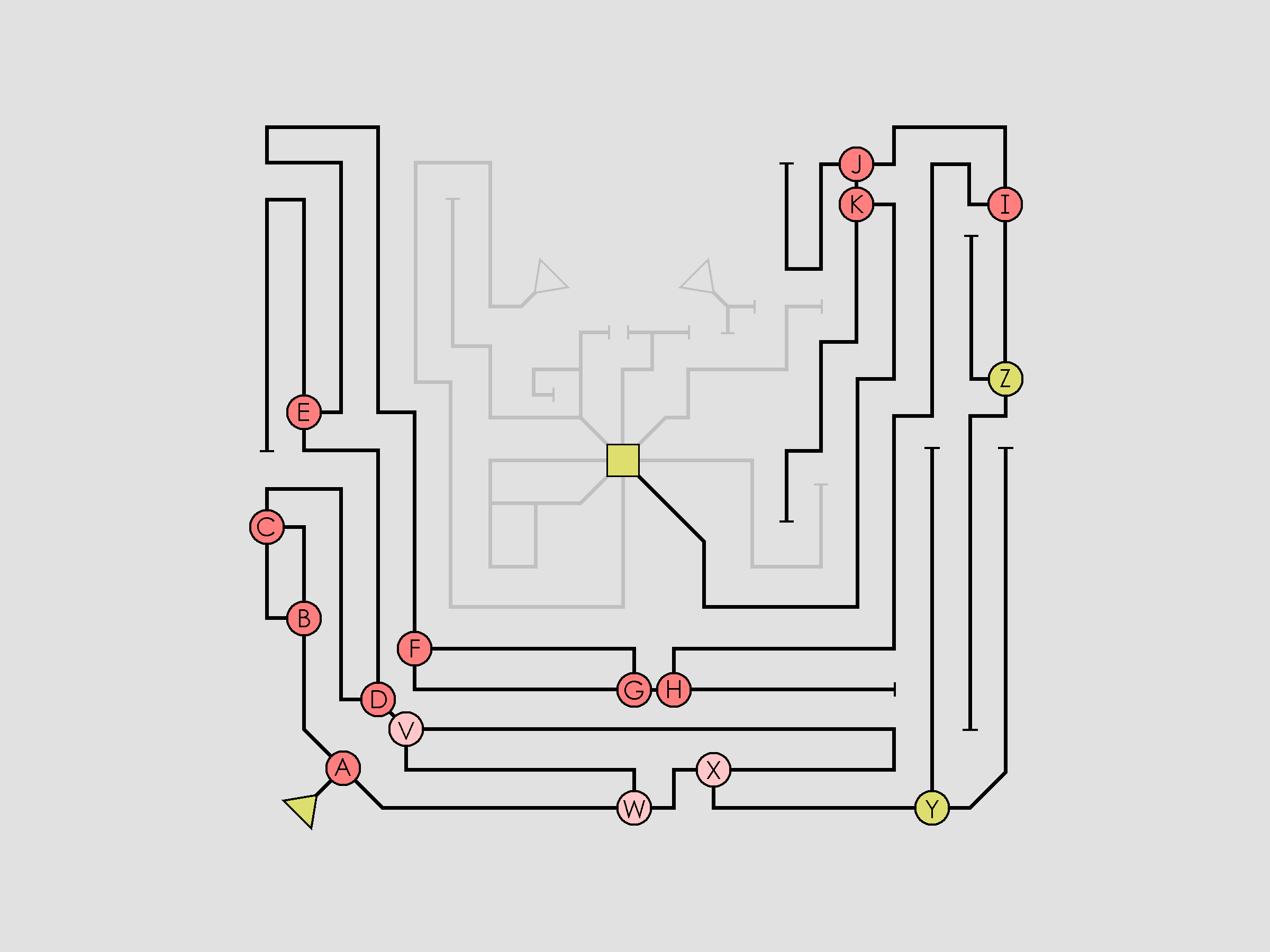
Wegeschema des Irrgartens der Villa Horta

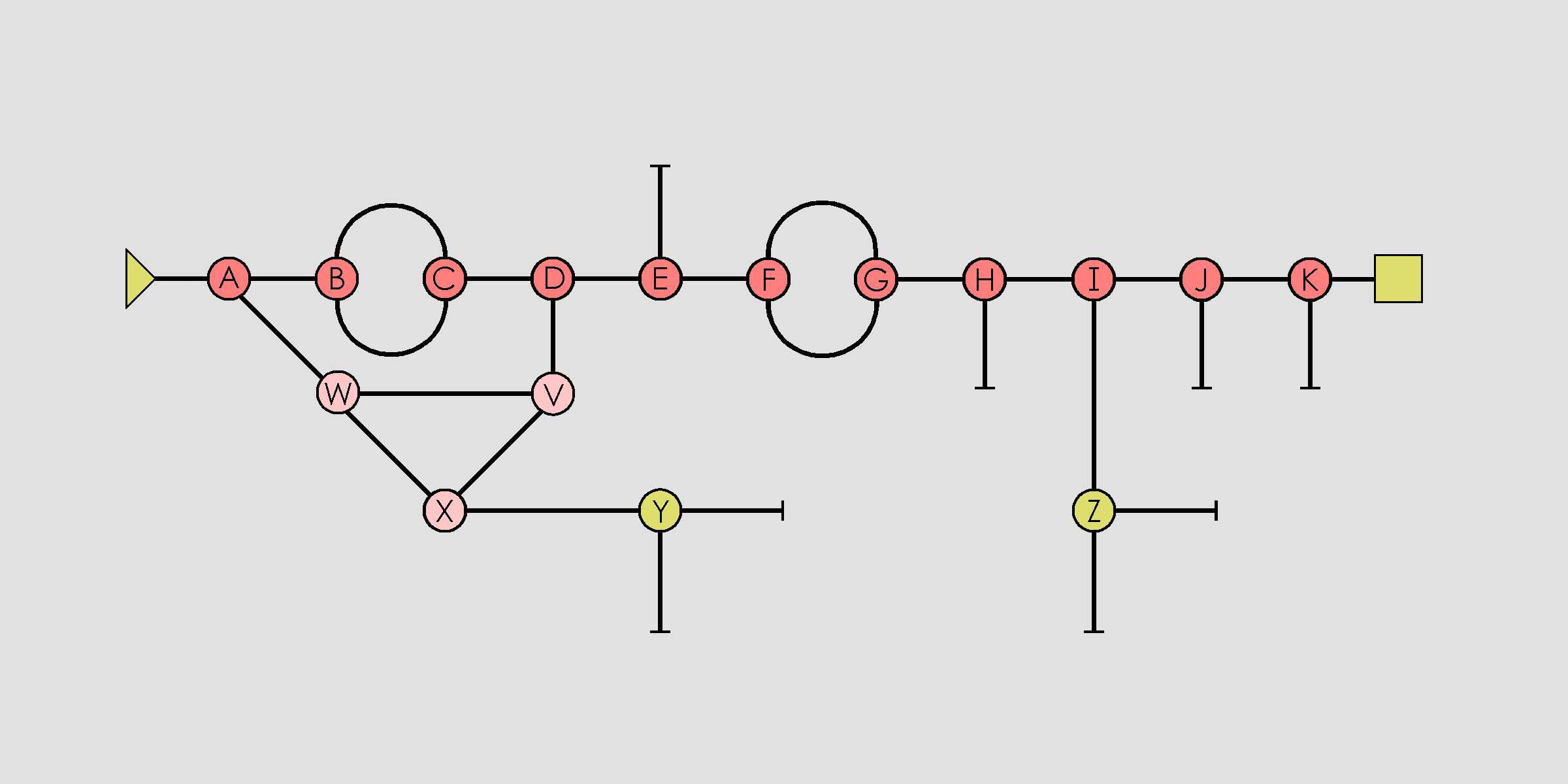
Wegenetz des Irrgartens der Villa Horta als straight-line-diagram

Als erster analysierte William Henry Matthews (1882–1948) die Wegenetze der Irrgärten von Hampton Court und Hatfield House mittels einer schematischen Darstellung, die er straight line diagram („Gerade-Linie-Diagramm“) nannte. Dabei wird der Zielweg ungeachtet der metrischen Entfernungen als kürzeste Linie dargestellt, nachdem alle „Knoten“ (Abzweigungen und Kreuzungen) bezeichnet worden sind; alle anderen Wege werden lagerichtig rechts und links dieser Hauptlinie eingetragen. Mithilfe einer derartigen Zeichnung kann auch die Anzahl der Zielwege bestimmt werden.
Die Rechte-Hand-Regel (engl. auch wall follower method) ist eine einfache Methode. Die Bezeichnung hat ihre kulturhistorische Erklärung in der Bevorzugung der rechten Hand. Darüber hinaus scheinen in Irrgärten Zielwege mit Abzweigungen rechterhand zu überwiegen; bei den meisten Entwürfen von Johann Peschel führt das fortwährende Verzweigen nach rechts ohne Umwege zum Ziel. Selbstverständlich kann auch unter konsequenter Benutzung der linken Hand vorgegangen werden. Die beiden Zielwege können sich in ihrer Länge erheblich unterscheiden.
Beim Betreten des Irrgartens berührt der Besucher mit dem ausgestreckten rechten Arm die Heckenwand und folgt, ohne zu überlegen, allen Abzweigungen. Wird das Ende einer Sackgasse erreicht, wendet sich der Wanderer und geht, weiterhin mit nach rechts ausgestreckter Hand, denselben Weg bis zu seiner Einmündung zurück und zweigt dort wiederum nach rechts ab.
Die Regel ist zwar einfach zu merken und kann auch vom Zielplatz aus zur Suche des Ausgangs angewendet werden, sie funktioniert jedoch nur in Anlagen, deren Ziel mit der Außenhecke verbunden ist. Liegt das Ziel in einer Insellage (Wegeschlaufe), versagt die Methode immer. Vom Eingang aus erreicht der Wanderer das Ziel niemals, er kehrt vielmehr zum Ausgangspunkt zurück; vom Zielplatz aus geht er ebenfalls „im Kreis“ und bleibt ewig gefangen. Lediglich das schwierigere Trémaux’sche Verfahren führt immer zu einer Lösung.
Auch die größten Irrgärten (San Ildefonso: 2504 m, Longleat: 2950 m Wegelänge) stellen keine wirkliche Gefahr dar. Die Geduld des Besuchers auf die Probe zu stellen ist Teil des Vergnügens am Irrgang.